# Čas dluhů
Čas dluhů je český film Ireny Pavláskové, natočený v roce 1998.

## Děj
Mezi agresivní Danou a poddajným Milanem to už dávno tápe. Vše vyvrcholí bouřlivým konfliktem, fyzickým napadením Dany na zahraničním zastupitelství v Tunisu před obchodní schůzkou. To Milana připraví o lukrativní postavení ve službách diplomacie a celá situace ho dovede k nervovému zhroucení.
Na psychiatrii pozná mladou a půvabnou doktorku Táňu. Snaží se mu pomoci a nalézt v něm vlastní cestu životem. Zájem profesionality se promění v hluboký milostný vztah. Dana se ho ovšem nedokáže jen tak vzdát a Milan ještě nedokáže stát na vlastních nohou. Kompromis ale není recept na lásku a nenávist. Aktéři filmu, ale ne jen oni, se ocitnou v bludném kruhů, ze kterého nejde jen tak snadno vystoupit.

## Obsazení
| Karel Roden     | Milan           |
| Ivana Chýlková  | Dana            |
| Jitka Asterová  | Lenka           |
| Lucie Bílá      | psycholožka     |
| Jiří Lábus      | Hlavička        |
| Tatiana Dyková  | Vendulka        |
| Vladimír Dlouhý | Pavel           |
| Eva Holubová    | Bohunka         |
| Jaromír Dulava  | doktor Mráček   |
| Tomáš Vorel     | režisérka Teplá |
|                 |                 |